# Drganja sela
Drganja Sela – wieś w Słowenii, w gminie Straža. W 2018 roku liczyła 269 mieszkańców.